# Geijera balansae
Geijera balansae är en vinruteväxtart som först beskrevs av Louis Antoine François Baillon, och fick sitt nu gällande namn av Schinz & Guillaumin. Geijera balansae ingår i släktet Geijera och familjen vinruteväxter. Inga underarter finns listade i Catalogue of Life.